# Caistor St Edmund
Caistor St Edmund è un villaggio e parrocchia civile dell'Inghilterra, appartenente alla contea del Norfolk.
Si trova prossimo del sito dell'antica città romana di Venta Icenorum.